# Wiktor Biegański
Pour les articles homonymes, voir Bieganski.
Wiktor Julian Biegański né le 16 novembre 1892 à Sambir (Empire austro-hongrois aujourd'hui Ukraine) et mort le 19 janvier 1974 à Varsovie, est un acteur, documentariste, scénariste, réalisateur, producteur de cinéma et directeur de théâtre polonais.

## Biographie
Wiktor Biegański commence sa carrière comme acteur en 1919 à l'époque du cinéma muet. Il joue jusqu'en 1966.
Il fut également réalisateur, dans les années 1920, uniquement pendant la période du cinéma muet et scénariste de ses propres films.
En 1922, il réalisa l'un de ses premiers films, Zazdrość (Jalousie), dans lequel débuta, comme acteur, le réalisateur polonais Michał Waszyński.
En 1923, il réalisa un court-métrage documentaire sur la visite du Maréchal Foch en Pologne, Marszałek Foch w Polsce (Le Maréchal Foch en Pologne).
En 1927, il produisit, réalisa et scénarisa le film Orlę (Aiglon).
En 1930 et 1931, il devint l'assistant de production du réalisateur Ryszard Ordyński pour deux films, Głos serca et Kobieta, która się śmieje.
De 1950 à 1953, il fut le directeur du Théâtre Współczesny de Wrocław. Théâtre créé en 1946 sous le nom de "Teatr Lalki i Aktora" (Théâtre de la Marionnette et de l’Acteur), devenu ensuite "Teatr Młodego Widza" (Théâtre du Jeune Spectateur), puis "Państwowy Teatr Młodego Widza" (Théâtre National du Jeune Spectateur).

## Filmographie partielle

### Comme réalisateur
- 1913 : Przygody pana Antoniego
- 1913 : Dramat wieży mariackiej
- 1921 : Messire Twardowski (en) (Pan Twardowski)
- 1922 : Zazdrość
- 1923 : Gouffre de l’expiation (Otchłań pokuty)
- 1923 : Idole (Bożyszcze)
- 1923 : Le Maréchal Foch en Pologne (Marszałek Foch w Polsce i odsłonięcie pomnika ks. Józefa Poniatowskiego) - documentaire
- 1925 : Les Vampires de Varsovie (en) (Wampiry Warszawy)
- 1926 : Gorączka złotego
- 1927 : Maraton polski
- 1927 : Orlę
- 1928 : L'Enfer d'amour (Liebeshölle) coréalisé avec Carmine Gallone
- 1929 : Kobieta, która grzechu pragnie

### Comme acteur
- 1919 : Charlotte Corday de Friedrich Zelnik